# Кижа (станция)
Кижа́ — станция Восточно-Сибирской железной дороги на Транссибирской магистрали (5765 километр).
При станции — одноимённый населённый пункт Заиграевского района Бурятии. Расположена в верховьях реки Ара-Кижа (левый приток Ильки), по западной стороне региональной автодороги 03К-013 Новоильинск — Кижа — граница с Забайкальским краем, в 17 км к юго-востоку от центра сельского поселения, посёлка Горхон, в 3 км по автодороге к северу от границы с Забайкальским краем.

## История
Основана в 1900 году.
В 2014 году отменена электричка Улан-Удэ — Петровский Завод. С мая 2017 года возобновлено движение электропоезда Улан-Удэ — Петровский Завод (с мая по октябрь, дважды в неделю).

## Дальнее следование по станции
По состоянию на июнь 2018 года на станции совершают остановку следующие поезда дальнего следования:
| № поезда | Маршрут движения | № поезда | Маршрут движения |
| -------- | ---------------- | -------- | ---------------- |
| 69       | Чита — Москва    | 70       | Москва — Чита    |

## Пригородное сообщение по станции
| № поезда | Маршрут движения            | № поезда | Маршрут движения            |
| -------- | --------------------------- | -------- | --------------------------- |
| 6649     | Петровский Завод — Улан-Удэ | 6650     | Улан-Удэ — Петровский Завод |
| 6651     | Петровский Завод — Улан-Удэ | 6652     | Улан-Удэ — Петровский Завод |